# Bob Beni
Bob Beni (hol. Bob Benny, 18. maj 1926 — 29. mart 2011), rođen kao Emilius Wagemans, bio je belgijski pevač.

## Karijera
Beni je svoju pevačku karijeru započeo krajem Drugog svetskog rata kada je redovno nastupao u kafiću u Sint-Niklaasu. Početkom 1950-ih, imao je nastupe na radiju i objavio je svoj prvi album "Mijn haart spreekt tot u" (Moje srce vam govori). Godine 1957. imao je svoj prvi hit singl "Cindy, Oh Cindy". Imao je još dva hit singla 1963, "Vaar en vanneer" (koji je bio treći na belgijskoj top listi) i "Alleen door jou" (peti na belgijskoj top listi). Postao je izvođač u pozorištu i pevao je u mnogim emisijama u Belgiji i Nemačkoj.

## Pesma Evrovizije
Godine 1959, Bob Beni je izabran da predstavlja Belgiju na Pesmi Evrovizije sa pesmom "Hou toch van mij". Bio je šesti od jedanaest pesama. Osvojio je 9 bodova.
Godine 1961. Beni je ponovo izabran da predstavlja Belgiju, sa pesmom "September, gouden roos" (Septembar, Zlatna ruža), na šestoj Evroviziji, koja je održana u Kanu, 18. marta. Tada je Beni delio zadnje mesto sa Austrijom prikupivši samo jedan bod (koji je dobio od Luksemburga).

## Lični život
Benni je 2001. godine pretrpio moždani udar i zapao je u finansijske poteškoće. Humanitarni koncert u njegovo ime održan je u Antverpenu u aprilu 2003. Godine 2006, Benni je proslavio svoj 80. rođendan i tvrdio je da je ozdravio.

## Smrt
Dana 29. marta 2011. godine, flamanski emiter Vlaamse Radio-en Televisieomroep (VRT) izvestio je da je Beni umro u staračkom domu u Sin Niklasu.